# Reverse-Prinz-Albert-Piercing
Das Reverse Prinz Albert, auch RPA genannt, ist ein Intimpiercing, das von der Harnröhre ausgehend durch die obere Peniswand verläuft und auf der Oberseite der Glans penis endet. Es kann als Gegenstück zum Prinz-Albert-Piercing betrachtet werden, was sich auch in der Namensgebung widerspiegelt. Besitzt der Träger sowohl ein Prinz-Albert-Piercing, als auch einen Reverse Prinz Albert entspricht dies einem Apadravya.

## Bezeichnung
Der Name leitet sich vom „Prinz Albert-Piercing“ ab, welches wiederum seinen Namen von Albert von Sachsen-Coburg und Gotha bezieht, dem zugeschrieben wird jenes Piercing getragen zu haben. Die engl. Beschreibung reverse bedeutet „gegenüberliegend“ und bezieht sich darauf, dass das Piercing durch die Oberseite statt (wie das Prinz Albert-Piercing) durch die Unterseite der Eichel verläuft. Auf diesen Zusammenhang als Gegenpart zum Prinz Albert-Piercing spielt auch der alternative Name Queen Victoria, der Ehefrau von Prinz Albert, an.

## Heilung
Das Piercing hat einen längeren Stichkanal als ein reguläres Prinz-Albert-Piercing. Daraus resultiert eine längere Heildauer von zwei bis fünf Monaten.

## Schmuck

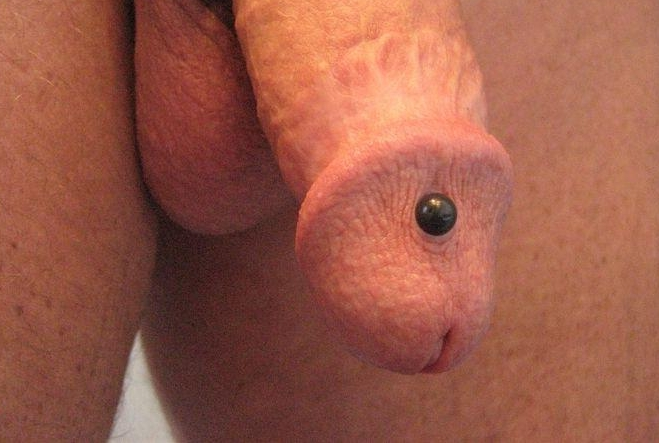
Reverse Prince Albert Piercing mit kurzem Barbell
(nur die obere Kugel ist sichtbar)

Als Schmuck kann ein Ball Closure Ring, ein glatter Segmentring (ohne Kugel) oder ein Barbell getragen werden. Das Piercing kann problemlos gedehnt werden.